# Peter Schønnemann von Gyldenskiold
Peter Schønneman(n) von Gyldenskiold, født Schønnemann (9. december 1726 i København – 17. marts 1803 i Næstved) var en dansk officer, far til Conrad Christian von Gyldenskiold.

## Karriere
Peter Schønnemann var søn af Detlev Schönneman (født 1684), som 1705 var vagtmester i ritmester Neetzows kompagni af 3. jyske nationale Regiment Rytteri i engelsk-hollandsk sold i Brabant. Detlev Schönneman blev samme år kornet, men blev såret 23. maj 1706 ved Ramillies og døde angiveligt af sine sår senere i livet.
Peter Schønnemann blev 1733 landkadet, 1741 kadetkorporal, fik reservereret fændriks anciennitet, blev 1743 kornet i holstenske Rytterregiment, 1745 sekondløjtnant i 5. jyske Regiment Rytteri, 1743-45 i garnison i Skanderborg, 1747 til Kronprinsens Regiment, 1748 premierløjtnant, 1757 karakteriseret og 1758 virkelig kaptajn. Han blev adlet 19. juli 1765 med navnet von Gyldenskiold, blev 1769 sekondmajor, 1779 kammerherre og samme år premiermajor. 1781 blev han oberstløjtnant af infanteriet og afgik fra Hæren 1785.
I 1801 blev han kommandør for 6. batteri af Søndre Sjællandske Landeværnsregiment i Sorø, men fik senere på året atter afsked fra militærtjenesten. Han døde 1803.

## Ægteskaber
Han blev gift 1. gang 7. november 1754 med Mariane Catharine de Junge (21. december 1729 – 6. april 1760 i København), datter af deputeret i Landetatens Generalkommissariat Severin de Junge og Else Bartholin. 2. gang ægtede han 18. februar 1761 Christiane Louise Dauw (8. oktober 1734 – 8. marts 1800 i Næstved), datter af amtmand over Hørsholm Amt, etatsråd Conrad Christian Dauw og Juliane Louise de Bressant.